# Mark Coffey
Mark Coffey (Glasgow, 13 febbraio 1990) è un wrestler britannico.
In carriera ha detenuto una volta l'NXT UK Tag Team Championship e l'NXT Tag Team Championship, in entrambi i casi con Wolfgang, e una volta l'NXT UK Heritage Cup.

## Carriera

### WWE (2018–2025)

#### NXT UK(2018–2022)
In seguito, dopo aver firmato con la WWE ed essere stato assegnato al roster di NXT UK, Coffey formò una stable nota come Gallus assieme al fratello Joe e a Wolfgang. Il 31 agosto, a NXT UK TakeOver: Cardiff, Mark e Wolfgang parteciparono ad un Triple Threat Tag Team match per l'NXT UK Tag Team Championship che comprendeva anche i campioni, i Grizzled Young Veterans e Flash Morgan Webster e Mark Andrews ma il match venne vinto da questi ultimi. Nella puntata di NXT UK del 4 ottobre (andata in onda il 17 ottobre) Mark e Wolfgang sconfissero Andrews e Webster conquistando così l'NXT UK Tag Team Championship per la prima volta. Nella puntata di NXT UK del 17 dicembre Coffey e Wolfgang conservarono i titoli contro l'Hunt (Primate e Wild Boar). Nella puntata di NXT UK del 25 febbraio 2021 Coffey e Wolfgang persero i titoli contro i Pretty Deadly dopo 510 giorni di regno. Nella puntata di NXT UK del 31 marzo 2022 Coffey affrontò Noam Dar per l'NXT UK Heritage Cup ma perse per 2-1. Successivamente, Coffey vinse il trofeo dell'NXT UK Heritage Cup contro Dar sconfiggendolo per 2-1 il 23 giugno ad NXT UK per poi riperderlo il 7 luglio (in onda il 25 agosto 2022).

#### NXT(2022–2025)
Nella puntata speciale NXT Heatwave del 16 agosto il Gallus debuttò nello show attaccando a sorpresa la Diamond Mine. Nella successiva puntata di NXT 2.0 del 23 agosto Mark e Wolfgang affrontarono Brooks Jensen e Josh Briggs per l'NXT UK Tag Team Championship ma vinsero solo per count-out, senza dunque il cambio di titolo, a causa dell'intervento dei Pretty Deadly e della Diamond Mine. Il 4 settembre, a NXT Worlds Collide, Mark Coffey e Wolfgang presero parte ad un Fatal 4-Way Tag Team Elimination match valido per l'unificazione dell'NXT Tag Team Championship e l'NXT UK Tag Team Championship che comprendeva anche i Creed Brothers (NXT Tag Team Champions), Brooks Jensen e Josh Briggs (NXT UK Tag Team Champions) e i Pretty Deadly ma vennero eliminati dai Creed Brothers. Il 4 febbraio, a NXT Vengeance Day, Mark e Wolfgang vinsero l'NXT Tag Team Championship in un Fatal 4-Way Tag Team match che comprendeva anche i campioni del New Day (Kofi Kingston e Xavier Woods), Andre Chase e Duke Hudson e i Pretty Deadly. Nella puntata di NXT del 14 marzo Coffey e Wolfgang mantennero le cinture contro i Pretty Deadly. Il 30 luglio, a NXT The Great American Bash, Coffey e Wolfgang persero le cinture contro Tony D'Angelo e Channing "Stacks" Lorenzo dopo 176 giorni di regno. Nella puntata di NXT del 9 gennaio Coffey e Wolfgang parteciparono primo turno al Dusty Rhodes Tag Team Classic ma vennero sconfitti ed eliminati da Baron Corbin e Bron Breakker.
Il 2 maggio 2025 è stato licenziato insieme a numerosi altri colleghi.

## Vita privata
Mark ha un fratello, Joe, anch'egli wrestler.

## Personaggio

### Mosse finali
- Crowning Glory (Sliding forearm smash su un avversario seduto)

## Titoli e riconoscimenti
- Insane Championship Wrestling
  - ICW Tag Team Championship (4) – con Jackie Polo
  - ICW Zero-G Championship (3)
- Pro Wrestling Elite
  - PWE Tag Team Championship (1) – con Jackie Polo
- Scottish Wrestling Alliance
  - Scottish Heavyweight Championship (1)
  - SWA Tag Team Championship (3) – con Jackie Polo (2) e Joe Coffey (1)
- Target Wrestling
  - Target Wrestling Tag Team Championship (1) – con Jackie Polo
- World Wide Wrestling League
  - W3L Tag Team Championship (2) – con Joe Coffey
- WWE
  - NXT UK Heritage Cup (1)
  - NXT UK Tag Team Championship (1) – con Wolfgang
  - NXT Tag Team Championship (1) – con Wolfgang